# Okres Pyrzyce
Okres Pyrzyce (polsky Powiat pyrzycki) je okres v polském Západopomořanském vojvodství. Rozlohu má 726 km² a v roce 2023 zde žilo 36 614 obyvatel. Sídlem správy okresu je město Pyrzyce.

## Gminy
Městsko-vesnické:
- Lipiany
- Pyrzyce

Vesnické:
- Bielice
- Kozielice
- Przelewice
- Warnice

## Města
- Lipiany
- Pyrzyce

## Sousední okresy
| Růžice kompasu | Gryfino            | Stargard      | Stargard             | Růžice kompasu |
| Růžice kompasu | Gryfino            | Sever         | Choszczno            | Růžice kompasu |
| Růžice kompasu | Gryfino            | Okres Pyrzyce | Choszczno            | Růžice kompasu |
| Růžice kompasu | Gryfino            | Jih           | Choszczno            | Růžice kompasu |
| Růžice kompasu | Gryfino, Myślibórz | Myślibórz     | Choszczno, Myślibórz | Růžice kompasu |